# Leopardnatter
Die Leopardnatter (Zamenis situla, Syn.: Elaphe situla) ist eine Schlange aus der Familie der Nattern (Colubridae).

## Merkmale
Leopardnattern haben einen schlanken Körper. Wie bei den meisten Schlangen ist ein Sexualdimorphismus bezüglich der Länge zu erkennen, so werden die Männchen zwischen 70 und 100 cm, die Weibchen jedoch bis zu maximal 120 cm lang. Durch ihre markante Zeichnung und Färbung gilt sie als eine der schönsten Schlangen Europas und es gibt in ihrem Verbreitungsgebiet keine Verwechslungsgefahren. Die Färbung der Oberseite reicht von gelblich über bräunlich bis hin zu hellgrau und blaugrau, die der Unterseite ist am vorderen Körperabschnitt meist gelblich und wird zum Körperende hin immer dunkler. Die leopardenartige Zeichnung besteht aus großen, rotbraunen, schwarz umrandeten Flecken an der Rückenmitte, seitlich kleinen schwarzen Flecken und zwei schwarzen, nach hinten offenen Querbände am Kopf, der nur leicht vom Körper abgesetzt ist. Allen Leopardnattern gemein ist das Schwarze Band, genannt Brille, welches die beiden Augen verbindet. Zusätzlich zur eben beschriebenen gefleckten Form existiert noch eine gestreifte Form. Diese Form zeichnet sich dadurch aus, dass sie einen gelblichen bis grauen Streifen am Rücken haben. Dieser helle Streifen wird von zwei schmalen braunen Streifen flankiert. Die beiden Körperseiten sind streifenlos und besitzen kleine dunkle Flecken. Generell ist es so, dass juvenile Tiere eine gelbliche Hintergrundfarbe besitzen. Mit zunehmendem Alter ändert sich das Gelb zunehmend in einen grauen Farbton.
Die Schuppen sind glatt, ungekielt und meist in 27, seltener in 25, Reihen, bezogen auf die Körpermitte, angelegt. Die Augen sind rötlich, die Pupillen sind wie bei allen europäischen Nattern, mit Ausnahme der Europäischen Katzennatter, rund.

## Verbreitung und Lebensraum
Das Verbreitungsgebiet der Leopardnatter erstreckt sich von Süditalien, der westlichen und südöstlichen Balkanhalbinsel bis in die nordwestliche Türkei und den Kaukasus. Auch auf vielen Mittelmeerinseln wie Sizilien, Malta sowie den Ägaisinseln ist sie beheimatet.
Das bevorzugte Habitat liegt in einer Höhe bis 600 Metern, selten bis 1000 Metern, ist besonnt, vegetations- und deckungsreich, steinig, sowie trocken warm bis mäßig feucht. Häufig sind sie auch in der Nähe von Gewässern wie Bächen zu finden.

## Lebensweise
Die tag- und dämmerungsaktive Zamenis situla ist vor allem bodenlebend, jedoch können sie auch sehr gut klettern. Sie ist weder giftig noch aggressiv und zudem sehr scheu. Werden sie in die Enge getrieben, vibrieren sie als Drohgebärde mit ihrem Schwanz und können kräftig zubeißen.
Die Paarungszeit liegt im April und Mai, wobei das Weibchen nach der Paarung meist 3 bis 5 Eier legt, aus denen Ende August die bereits 20 cm langen juvenilen Nattern schlüpfen, welche sich von Eidechsen und Insekten ernähren. Die Adulten erbeuten zusätzlich kleine Vögel und Säuger, wie zum Beispiel Mäuse.
Bereits im September beginnt für die ersten Tiere die Winterstarre, welche bis in den März andauert.
Die Lebenserwartung liegt in Gefangenschaft bei über 20 Jahren. Die Tiere eignen sich sehr gut für die Haltung in Terrarien und stellen keine besonderen Ansprüche an ihre Umgebung. Empfehlenswert sind bei diesen Tieren jedoch schon gewisse Erfahrungen mit anderen Schlangen. Auch kommt es bei diesen Tieren häufiger zu längeren Fresspausen. Diese Fresspausen müssen aber nicht zwingend mit schlechten Umgebungsbedingungen zu tun haben. Die Beschaffung dieser Tiere ist aktuell etwas aufwändig, da sie unter Artenschutz stehen. Auch aus diesem Grund empfiehlt sich eine Erfahrung, da ansonsten eventuell eine Anschaffung durch die Behörden verweigert werden kann.

## Schutz
Die Leopardnatter wird von der Europäischen Union in den Anhängen II und IV der FFH-Richtlinie geführt und gilt damit als streng zu schützende Art von gemeinschaftlichem Interesse, für deren Erhaltung von den Mitgliedsstaaten besondere Schutzgebiete ausgewiesen werden müssen.